# Krefeld
Krefeld (do roku 1929 Crefeld) je německé město ve spolkové zemi Severní Porýní-Vestfálsko. Leží jihozápadně od regionu Porúří, západně od řeky Rýn. Žije zde přibližně 229 tisíc obyvatel.

## Historie
Dějiny města sahají do doby římské, kdy na jeho místě stával vojenský tábor zvaný Gelduba. První písemná zmínka o samotném Krefeldu pochází z roku 1105 (jako Krinvelde). Rychlý růst města nastal především v 17. století po třicetileté válce. V 18. a 19. století byl Krefeld součástí Pruska. V roce 1758 se v blízkosti města odehrávala bitva u Krefeldu, významná bitva sedmileté války. Ke konci první světové války se stal základnou belgické armády při okupaci Porýní. V roce 1929 se Krefeld spojil se sousedním městem Uerdingen, bylo vytvořeno souměstí Krefeld-Uerdingen, od roku 1940 se používá zkrácený název Krefeld. Po druhé světové válce se stal součástí spolkové republiky Severní Porýní-Vestfálsko.

## Sport
V Krefeldu sídlí fotbalový klub KFC Uerdingen 05, který byl v minulosti v Bundeslize, a hokejový klub Krefeld Pinguine.

## Pamětihodnosti
- Kaiser-Wilhelm-Museum – muzeum umění 20. století
- Domy Haus Lange a Haus Esters – památky moderní architektury podle návrhu Ludwiga Mies van der Rohe
- Německé textilní muzeum
- Geismühle – větrný mlýn z roku kolem 1300
- Hrad v městské části Linn

## Osobnosti
- Thierry Hermès (1801–1878), francouzský podnikatel, zakladatel firmy Hermès[2]
- Heinrich Band (1821–1860), německý vynálezce bandoneonu[3]
- Charles J. Kleingrothe (1864–1925), německý fotograf[4]
- Fritz ter Meer (1884–1967), německý chemik a válečný zločinec
- Heinrich Campendonk (1889–1959), nizozemský malíř a grafik, člen skupiny Der Blaue Reiter[5]
- Werner Voß (1897–1917), německý válečný pilot, letecké eso první světové války[6]
- Max August Zorn (1906–1993), německý matematik působící v USA[7]
- Heinz Harmel (1906–2000), německý důstojník důstojník Waffen-SS s hodností SS-Brigadeführer[8]
- Harald Wiesmann (1909–1947), německý důstojník v hodnosti SS-Hauptsturmführer, válečný zločinec, velitel služebny gestapa v Kladně[9]
- Ralf Hütter (* 1946), německý zpěvák, hudební skladatel, frontman electro skupiny Kraftwerk[10]
- Brigitte Holzapfelová (* 1958), bývalá západoněmecká atletka, dvojnásobná halová vicemistryně Evropy ve skoku do výšky[11]
- Marcus Siepen (* 1968), německý kytarista, člen power metalové skupiny Blind Guardian[12]
- Barbara Rittnerová (* 1973), bývalá německá tenistka[13]

## Partnerská města
- Dunkerque, Francie, 1974
- Charlotte, USA, 1986
- Kayseri, Turecko, 2008
- Leicester, Spojené království, 1969
- Leiden, Nizozemsko, 1974
- Uljanovsk, Rusko, 1993
- Venlo, Nizozemsko, 1964